# Torneio Rio-São Paulo de 1963
O Torneio Rio-São Paulo tornou-se uma competição regular apenas em 1950, ano de sua terceira edição, ocorrendo anualmente até 1966 (exceto em 1956 por conta de excursão da Seleção Brasileira), tendo sido esta a 15.ª edição após a realização da disputa tornar-se regular, sagrando-se campeão o Santos

## História
O Fluminense, melhor clube carioca na competição, venceu o Santos em São Paulo e dependia de vitória do Flamengo sobre o Santos e empate do rubro-negro contra o Corinthians para poder sonhar com o título, o que acabou não acontecendo, com os dois clubes paulistas tendo vencido o clube rubro-negro nos jogos seguintes, garantindo as duas primeiras colocações. Por outro lado, se vencesse os dois jogos o Rubro Negro teria se sagrado campeão.
O Santos sagrou-se campeão ao seu final ao vencer o Flamengo por 3 a 0 no Estádio do Maracanã, tendo como vice campeão o Corinthians. A vitória santista por 2 a 0 sobre o Corinthians, com dois gols de Pelé, no início da competição, acabou por ser decisiva para a definição do título.

## Regulamento
O Torneio Rio-São Paulo de 1963 foi disputado pelo sistema de pontos corridos. Dez clubes jogaram em turno único todos contra todos, sendo campeão aquele que somasse mais pontos ao seu final.

## Classificação
| Classificação Final | Classificação Final | Classificação Final | Classificação Final | Classificação Final | Classificação Final | Classificação Final | Classificação Final | Classificação Final | Classificação Final | Classificação Final |
| Times               | Times               | Pts                 | J                   | V                   | E                   | D                   | GP                  | GC                  | SG                  |                     |
| ------------------- | ------------------- | ------------------- | ------------------- | ------------------- | ------------------- | ------------------- | ------------------- | ------------------- | ------------------- | ------------------- |
| 1                   | Santos              | 13                  | 9                   | 6                   | 1                   | 2                   | 30                  | 15                  | +15                 |                     |
| 2                   | Corinthians         | 12                  | 9                   | 6                   | 0                   | 3                   | 15                  | 9                   | +6                  |                     |
| 3                   | Fluminense          | 11                  | 9                   | 4                   | 3                   | 2                   | 13                  | 12                  | +1                  |                     |
| 4                   | Botafogo            | 10                  | 9                   | 3                   | 4                   | 2                   | 16                  | 14                  | 2                   |                     |
| 5                   | Palmeiras           | 10                  | 9                   | 4                   | 2                   | 3                   | 12                  | 12                  | 0                   |                     |
| 6                   | Portuguesa          | 9                   | 9                   | 3                   | 3                   | 3                   | 18                  | 21                  | -3                  |                     |
| 7                   | Flamengo            | 8                   | 9                   | 4                   | 0                   | 5                   | 14                  | 13                  | +1                  |                     |
| 8                   | São Paulo           | 8                   | 9                   | 3                   | 2                   | 4                   | 11                  | 16                  | -5                  |                     |
| 9                   | Vasco da Gama       | 7                   | 9                   | 1                   | 5                   | 3                   | 9                   | 12                  | -3                  |                     |
| 10                  | Olaria              | 2                   | 9                   | 0                   | 2                   | 7                   | 9                   | 23                  | -14                 |                     |

## Campeão
| Torneio Rio-São Paulo de 1963    |
| -------------------------------- |
| Santos Futebol Clube (2º título) |